# Modèle FitzHugh-Nagumo
Le modèle FitzHugh-Nagumo (FHN) est un modèle de système excitable, par exemple, un neurone. Il doit son nom à Richard FitzHugh qui a proposé le modèle théorique en 1961, ainsi qu'à Jinichi Nagumo, qui, avec ses collaborateurs, a construit un circuit électronique équivalent.
Le modèle FHN est un exemple d'oscillation de relaxation : si le stimulus externe dépasse une certaine valeur seuil, le système présente une excursion caractéristique dans l'espace des phases, après quoi les variables décrivant le système reviennent à leurs valeurs de repos.
Ce comportement est observé dans les neurones lorsqu'ils sont stimulés par un courant externe.

## Description mathématique

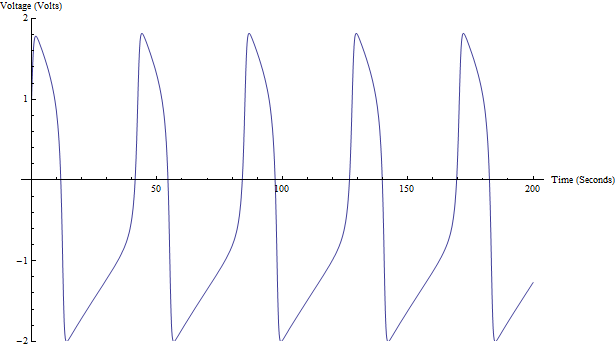
Représentation de v(t) avec les paramètres, a = 0,7, b = 0,8 et τ = 12,5

Mathématiquement, le système s'exprime comme suit, :
{\displaystyle {\dot {v}}=v-{\frac {v^{3}}{3}}-w+v_{\rm {ext}}}
{\displaystyle \tau {\dot {w}}=v+a-bw}
où
- {\displaystyle v} et {\displaystyle w} sont les variables (dans le cas neuronal elles représentent la tension et l'intensité, respectivement),
- {\displaystyle v_{\text{ext}}} est l'excitation,
- {\displaystyle \tau } est un temps de relaxation, {\displaystyle a} et {\displaystyle b} sont des coefficients propres au système étudié.

Le modèle de FitzHugh–Nagumo est une version simplifiée du modèle de Hodgkin–Huxley, qui décrit plus en détail la dynamique du neurone.
Dans ses articles originaux, FitzHugh appelait son modèle « oscillateur de Bonhoeffer-van der Pol » (Karl Friedrich Bonhoeffer et Balthasar van der Pol). En effet, le modèle de FitzHugh–Nagumo, pour le cas {\displaystyle a=b=0}, se réduit à l'oscillateur de Van der Pol.

## Comportement

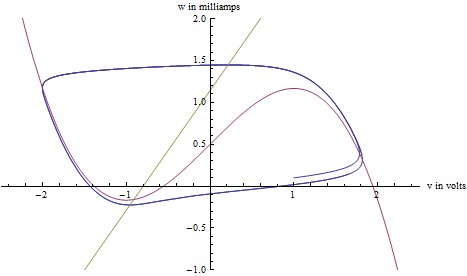
Bleu : trajectoire du modèle FHN dans l'espace des phases. Rose : isocline nulle cubique. Jaune : isocline nulle linéaire.

Qualitativement, la dynamique de ce système est déterminée par la relation entre les trois branches de l'isocline de valeur nulle décrite par une cubique et de son équivalent linéaire.
La première est définie par {\displaystyle {\dot {v}}=0\leftrightarrow w=v-v^{3}/3+v_{ext}}.
La seconde est définie par {\displaystyle {\dot {w}}=0\leftrightarrow w=(v+a)/b}.
En général, ces deux lignes se coupent en un ou trois points, chacun étant un point d'équilibre du système. Pour de grandes valeurs de {\displaystyle v^{2}+w^{2}}, donc loin de l'origine, l'écoulement est circulaire dans le sens horaire. Par conséquent la somme des indices pour l'ensemble du champ vectoriel est égal à +1. Cela signifie que lorsqu'il existe un point d'équilibre, il doit être un point spiralé dans le sens horaire ou un nœud. Lorsqu'il existe trois points d'équilibre, il doit s'agir de deux points spiralés dans le sens horaire et d'un point-selle.
- Si la courbe linéaire intercepte la courbe cubique par le bas, alors il s'agit d'un point spiralé dans le sens horaire ou d'un nœud.
- Si la courbe linéaire intercepte la courbe nulle cubique par le haut dans la branche médiane, alors il s'agit d'un point-selle.

Le type et la stabilité de l'indice +1 peuvent être obtenus en calculant la trace et le déterminant de sa jacobienne :
{\displaystyle {\begin{array}{rcl}tr&=&1-b/\tau -v^{2}\\\det &=&(v^{2}-1)b/\tau +1/\tau \end{array}}}
Le point est stable ssi la trace est négative, soit {\displaystyle v^{2}>1-b/\tau }.
Le point est un point spiral ssi {\displaystyle 4\det -tr^{2}>0} soit {\displaystyle (\tau v^{2}-b-\tau )^{2}<4\tau }.
Le cycle limite naît lorsqu'un point spiral stable devient instable par bifurcation de Hopf.
Ce n'est que lorsque la droite intercepte la cubique en trois points que le système possède une séparatrice, constituée des deux branches de la variété stable du point-selle central.
- Si la séparatrice est une courbe, les trajectoires à gauche de la séparatrice convergent vers le puits gauche, et de même pour la droite.
- Si la séparatrice est un cycle autour de l'intersection gauche, les trajectoires à l'intérieur de la séparatrice convergent vers le point spiral gauche. Les trajectoires extérieures à la séparatrice convergent vers le puits droit. La séparatrice elle-même est le cycle limite de la branche inférieure de la variété stable pour le point-selle central. Il en va de même pour le cas où la séparatrice est un cycle autour de l'intersection droite.
- Entre les deux cas, le système subit une bifurcation homocline.

## Exemples
Fichiers GIF animés créés par calcul avec {\displaystyle a=0.7,\tau =12.5} et {\displaystyle b,v_{ext}} variables.

b = 0.8. Les isoclines nulles interceptent nécessairement en un point. Lorsque ce point est situé dans la branche médiane de l'isocline cubique il existe un cycle limite et un point spiral dans le sens indirect, instable.
b = 1.25. Le cycle limite existe toujours, mais dans un intervalle de {\displaystyle v_{ext}} plus faible. Lorsque les trois intersections sont dans la partie centrale deux d'entre elles sont des spirales instables et la troisième un point-selle.
b = 2.0. Le cycle limite disparaît au profit éventuel de deux points stables.
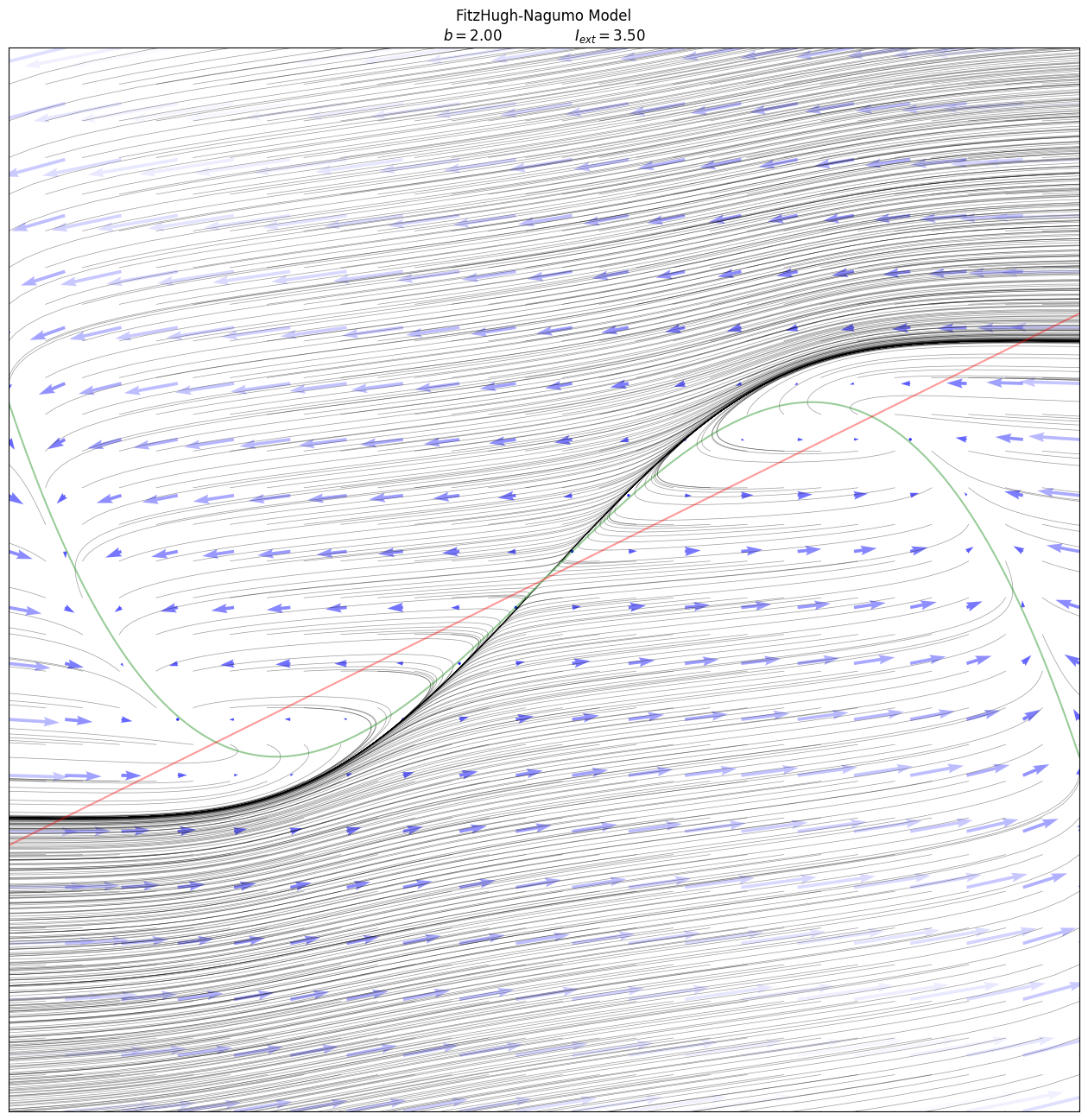
Lorsque {\displaystyle b=2,v_{ext}=0.35} on voit deux bassins d'attraction.
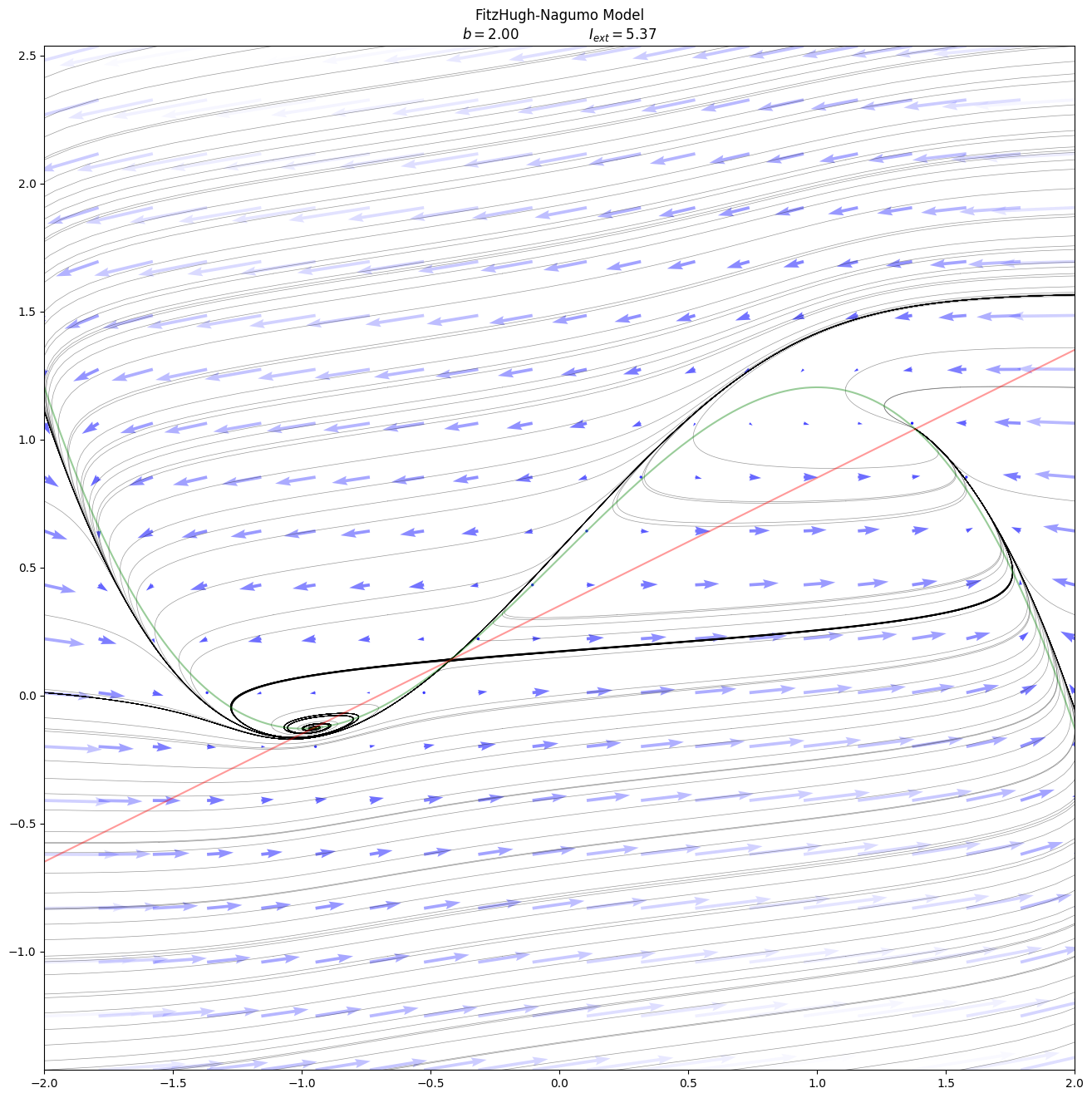
Lorsque {\displaystyle b=2.0} une bifurcation homocline apparaît dans ce cas vers {\displaystyle v_{ext}=0.5393}. Avant cela la variété stable converge vers le puits à droite et la variété instable vers un cycle limite autour du point spiral à gauche.
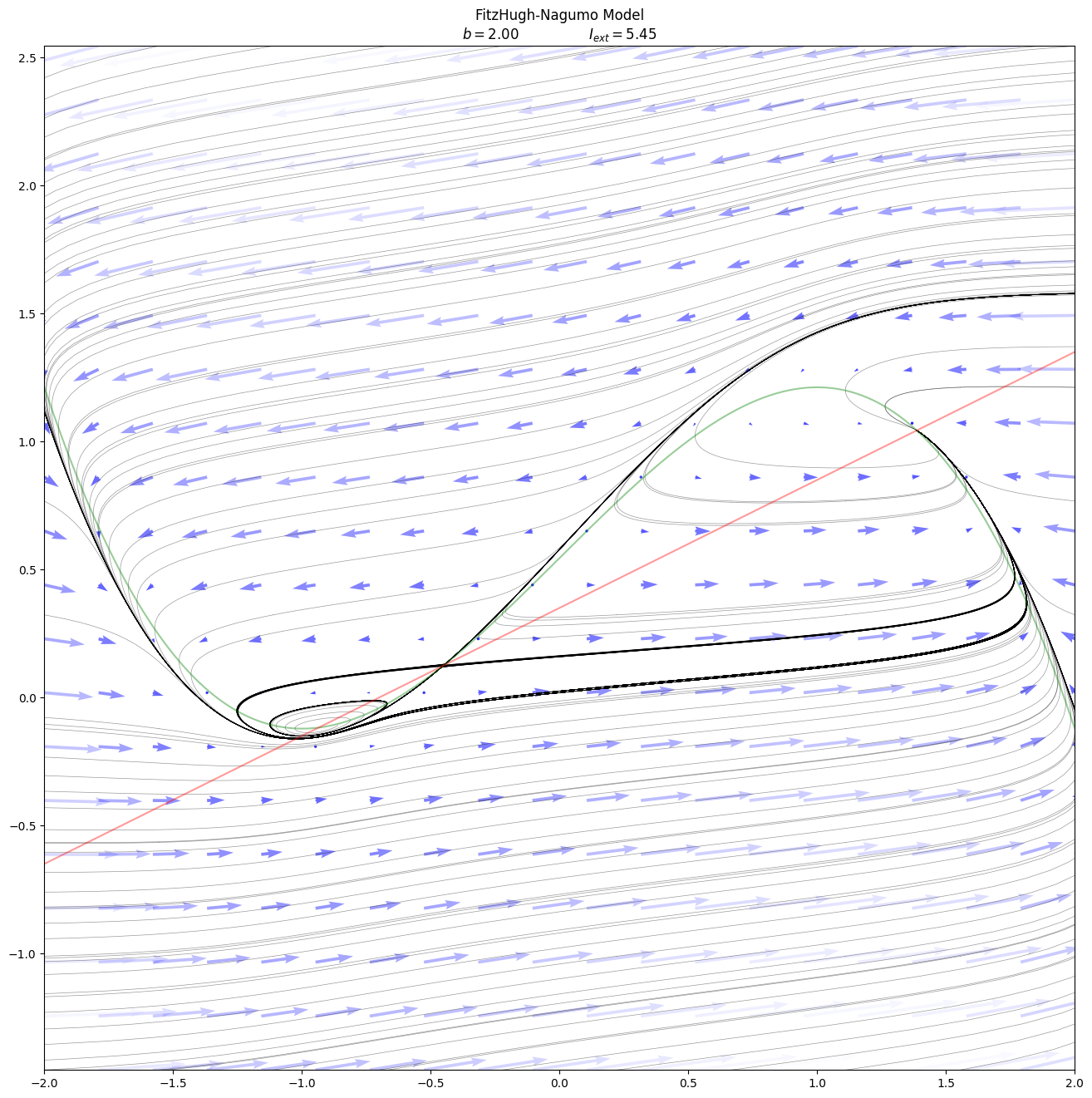
Après la bifurcation homocline, ici {\displaystyle b=2.0,v_{ext}=0.545}, il existe un point spiral à gauche et un puits stable à droite. Les deux barnches de la variété stable divergent. La branche inférieure converge vers un cycle autour du point spiral. Le cycle limite lui-même est instable.